# Miodrag Kostić
Miodrag Kostić (Vrbas, 25. avgust 1959 — 13. novembar 2024) bio je srpski privrednik i filantrop. Kostić je bio predsednik i osnivač kompanije MK Group čije su osnovne poslovne delatnosti proizvodnja i trgovina poljoprivrednim proizvodima i proizvodnja šećera.

## Obrazovanje
Miodrag Kostić je po obrazovanju diplomirani ekonomista. Diplomirao je na Ekonomskom fakultetu u Novom Sadu, na smeru Informacione tehnologije (1983).

## Poslovna karijera
Svoje prve poslovne korake Miodrag Kostić pravi 1983. godine sa firmom za trgovinu, uvoz-izvoz i proizvodnju. Nakon pet godina poslovanja, MK Commerce je pod upravom Miodraga Kostića izabrana za najbolje privatno preduzeće u Srbiji.
U toku 1995. godine Miodrag Kostić osniva i brokersku kuću M&V Investements. Deceniju kasnije, Beogradska berza proglasila je M&V Investments za najbolju brokersku kuću u zemlji. U narednoj fazi proširio je polje delovanja sa poljoprivredne proizvodnje, trgovine i berzanske trgovine na bankarstvo i konsalting, nakon čega je sva svoja poslovanja udružio u MK Group.
Šest godina kasnije, 2002. poslovanje širi na industriju šećera. Od 2005. kompanija Sunoko postaje deo poslovnog sistema.
Nakon prve investicije 2008. godine u modernizaciju hotelskog kompleksa na Kopaoniku, Miodrag Kostić svoja dalja ulaganja usmerava na domenu gradskih hotela i hotela na jadranskoj obali. Kompanija je direktno upravljala hotelima Grand u Sloveniji, hotelom Kempinski Palace u Portorožu, Skiper Resort u Savudriji, a krajem maja 2018. godine, otvoren je hotel Sheraton u Novom Sadu. Trenutno se u većinskom i manjinskom vlasništvu kompanije nalazi 11 hotela sa više od 2500 soba.
Krajem 2011. godine, deo holdinga postaje i kompanija Carnex iz Vrbasa. U međuvremenu, MK Group svoj portfolio širi i na bankarstvo. Od 2014. godine, od manjinskog postaje prvo većinski a potom i stopostotni vlasnik AIK Banke. AIK Banka poseduje udeo u slovenačkoj Gorenjskoj banci, a preuzima i Alpha banku u Srbiji. U junu 2019. je AIK Banka u potpunosti preuzela vlasništvo nad Gorenjskom bankom i time uspešno završila proces preuzimanja u Sloveniji. Kao prva banka iz Srbije koja je iskoračila na tržište Evropske unije, AIK Banka je na ovaj način potvrdila svoje planove ka daljem regionalnom širenju.
Početkom 2018. godine u sastavu MK Grupe poslovalo je više od 40 preduzeća sa oko 7.000 zaposlenih. Kao jedna od najvećih domaćih privatnih kompanija predstavlja okosnicu srpske privrede, a ujedno je i jedna od najvećih vertikalno integrisanih poljoprivrednih kompanija u Evropi. To je prepoznala i Evropska banka za obnovu i razvoj, koja je 2013. uložila 50 miliona evra za kupovinu manjinskog udela u holdingu Agri Europe.
U junu 2020. Miodrag Kostić ispred kompanije MK Group završava proces kupovine 67% akcija agrobiznis kompanije Victoria Group. Integracijom kompanija članica Victoria Group (Sojaprotein, Victoria Oil, Victoria Logistic, Luka Bačka Palanka i VZS Stočna hrana) MK Group stiče status većinskog vlasnika dok dotadašnji akcionari Milija Babović i kompanija Apsara Limited ostaju manjinski vlasnici.
U junu 2020. godine, Kostić kupuje slovenačku poslovnicu Heta Aset Rezolušn (Heta Asset Resolution).
Bio je govornik ili panelista na brojnim stručnim konferencima i događajima u zemlji i inostranstvu: Godišnji skup -a, Kazahstan (2011), TRANSITION TO TRANSITION (T2T) INITIATIVE, “Stimulacija rasta i investicija u tranzicionom periodu”, Kazablanka (2012), Konferencija “Financial Times”-a  u Beogradu (2013), Prijatelji Evrope: Evropski samit “Zapadni Balkan: Brza traka, spora traka”, Brisel (2013), Godišnji skup EBRD-a, Istanbul (2013), Samit 100 u Crnoj Gori (2013), Vikend Media Festival u Rovinju (2013), Kopaonik Business Forum, Srbija (2013/14), Samit100, Cavtat (2014), FMCG, Retail and Agribusiness arena 2014, Dubrovnik, London Stock Exchange CIS & CEE Investor Conference” u Londonu 2015. i brojnim drugima.

## Humanitarni rad
Miodrag Kostić je i 2012. učestvovao u izgradnji kuće za mlade u SOS Dečijem selu u Kraljevu. „Kuća za mlade” pri SOS dečijem selu je centar za porodični smeštaj dece bez roditeljskog staranja izgrađena u nameri da mladim tinejdžerima u Srbiji pruži humanije uslove za život.
Od januara 2013. godine Zajednica mladih nalazi se u kući namenski izgrađenoj za ovu svrhu, u čiju izgradnju je Miodrag Kostić u ime kompanije MK Group uložio 220 000 evra. Više desetina štićenika prošlo je kroz Kuću za mlade i izrastao u zrele i odgovorne ljude, a zahvaljujući saradnji sa MK Group, neki pojedinci zaposleni su u nekoj od članica kompanija MK Group.
Sredinom 2013. godine, Zadužbina porodice Kostić je postala novi dom za obolelu decu pri „Institutu za zdravstvenu zaštitu, dece i omladine Vojvodine”.
Tokom godina, kompanija na čijem čelu se nalazi Miodrag Kostić kontinuirano je ulagao u svih 70 opština u kojima žive i rade njeni zaposleni. Još neke od poznatih humanitarnih aktivnosti predstavljaju: Fondacija „Magnet za ljubav”, ulaganje u rad i razvoj darovitih naučnika iz Petnice, učestvovanje u podizanju najvećeg pravoslavnog hrama na Balkanu, reciklaža i briga o životnoj sredini, i druge.

## Zadužbina Miodraga Kostića
Zadužbina Miodraga Kostića - Palata nauke, smeštena je u centru Beograda. Ovo izdvajanje, vredno više od 25 miliona evra, namenjeno je podršci naučno-tehnološkom razvoju, mladim naučnicima i obrazovanju i jedno je od najvećih pojedinačnih davanja za filantropiju na ovim prostorima.
Sa naučnim sadržajima i aktivnostima na više od 5.500m2, u ovom prostoru odvijaće se naučni rad u 19 istraživačkih centara, u partnerstvu sa Elektrotehničkim fakultetom Univerziteta u Beogradu. Drugi deo prostora biće namenjen približavanju nauke najširoj javnosti, sa fokusom na podsticanje radoznalosti kod dece, kroz veliki broj interaktivnih i edukativnih eksponata u okviru izložbene postavke.

## Zadužbina porodice Kostić
Miodrag Kostić je 2013. godine svoju porodičnu kuću u Petrovaradinu, kao zadužbinu porodice Kostić, ustupio na korišćenje „Institutu za zdravstvenu zaštitu dece i omladine Vojvodine“ za potrebe humanijeg lečenja. Ovo je prva roditeljska kuća na teritoriji Vojvodine koja je osnovana 2013. godine u Novom Sadu, prostire se na 1.400 kvadratnih metara i sastoji se iz više nezavisnih celina. Ovaj humanitarni projekat sproveden je uz podršku Vlade Autonomne pokrajine Vojvodina, koja se obavezala da će kuću nameniti za trajno smeštanje dece pri Službi za hematologiju i onkologiju Instituta za zdravstvenu zaštitu dece i omladine Vojvodine u Novom Sadu. Roditeljska kuća osnovana je na inicijativu Nacionalnog udruženja roditelja dece obolele od raka (NURDOR) uz podršku Pokrajinske vlade, a njena misija je smeštaj dece obolele od malignih oboljenja sa teritorije cele Vojvodine kao i pružanje podrške njihovim porodicama. Svoje mesto u ovom domu do sada je pronašlo 160 porodica, a tokom 2023. godine Roditeljsku kuću koristilo je osam mališana sa svojim roditeljima.

## Članstva i funkcije
Miodrag Kostić je bio predsednik upravnog odbora AIK Banke, a takođe, drugi mandat za redom, je i predsednik Srpskog poslovnog kluba “Privrednik” koji okuplja 40 najuspešnijih preduzetnika u Srbiji. Poslovni klub „Privrednik” sarađuje sa domaćim i stranim privrednim komorama i poslovnim asocijacijama, kao i sa Vladom Republike Srbije u cilju stvaranja boljeg privrednog ambijenta u Srbiji i privlačenja stranih investicija.
Miodrag Kostić je bio i član brojnih domaćih i stranih poslovnih udruženja kao što su Američka privredna komora (AmCham), Britansko - srpska privredna komora, Poslovni savet Srbije i Italije, Švajcarsko - srpska poslovna asocijacija, Srpska Asocijacija Menadžera (SAM), Nacionalna alijansa za lokalni ekonomski razvoj (NALED) i brojne druge.

## Bolest i smrt
Miodragu Kostiću je krajem 2021. godine dojagnostifikovana amiotrofična lateralna skleroza (ALF) koja je izuzetno teška i smrtonosna bolest koja napada nervni sistem, kičmenu moždinu i mišiće. Posle duge i teške bolesti Miodrag Kostić je preminuo rano ujutru 13. novembra 2024. godine u 65. godini života.

## Priznanja i nagrade
- 1998. Drugo mesto na Listi najuspešnijih privrednika u Srbiji
- 1998. Drugo mesto na Listi najuspešnijih Novosađana,
- 1999. Drugo mesto na Listi najuspešnijih privrednika u Srbiji
- 2001. Treće mesto na Listi najuspešnijih Novosađana,
- 2001. Prvo mesto na Listi najuspešnijih privrednika u Srbiji,
- 2002. Poslovni čovek godine, Udruženje novinara Srbije
- 2003. Najuspešniji privrednik, najbolje privatno preduzeće u Srbiji i najpopularniji Novosađanin
- 2005. Treće mesto na listi najuspešnijih privrednika u Srbiji
- 2007. Drugo mesto na listi Uspešni preduzetnici i menadžeri Srbije
- 2008. Prvo mesto na listi najuspešnijih privrednika u Srbiji
- 2009. Priznanje “Pobednik Beograda” za privrednika godine u Srbiji
- 2009. Nagrada PKB-a za poslovnog čoveka godine u Srbiji[28]
- 2011. Priznanje “Najmenadžer jugoistočne i srednje Evrope” od Evropskog udruženja menadžera[29]
- 2013. Nagrada “Planeta biznis” za višegodišnje uspešno upravljanje kompanijom[30]
- 2015. Prvi Srbin kom je uručen bedža časti u znak zahvalnosti za dugogodišnju podršku od strane međunarodne organizacije SOS Dečije selo[31]
- 2015. Dobitnik nagrade Laureat vrline za poseban razvoj preduzetništva u Srbiji od strane Mokrogorske škole menadžmenta[32]
- 2019. Dobitnik priznanja “Zlatni znak” koje dodeljuje Crveni krst Srbije za izuzetan humanitarian rad[33]

## Spoljašnje veze
- Miodrag Kostić za godinu dana prodao šest kompanija iz agrobiznisa („Politika”, 25. novembar 2021)